# Xã Buckheart, Quận Fulton, Illinois
Xã Buckheart (tiếng Anh: Buckheart Township) là một xã thuộc quận Fulton, tiểu bang Illinois, Hoa Kỳ. Năm 2010, dân số của xã này là 1.484 người.